# Cláudio Moreno
Cláudio Moreno (Rio Grande (Rio Grande do Sul), 31 de agosto de 1944) é um professor, escritor, colunista, podcaster e ensaísta brasileiro. 

## Carreira
Formado em Letras pela Universidade Federal do Rio Grande do Sul (UFRGS) em 1968, obteve o título de mestre em 1977 e concluiu em 1997 seu doutorado em Letras.
É autor de livros na área de gramática e redação, tendo também escrito um romance e três livros de crônicas sobre o mundo antigo. Desde 2019 mantém o podcast Noites Gregas, sobre mitologia grega, em parceria com Filipe Speck.

## Obras

### Redação e gramática
- Redação Técnica (Porto Alegre, Formação, 1975)
- Curso Básico de Redação (São Paulo, Ática)
- Guia Prático do Português Correto - Ortografia (Porto Alegre, L&PM, 2003)
- Guia Prático do Português Correto- Morfologia (Porto Alegre, L&PM, 2004)
- Guia Prático do Português Correto- Sintaxe (Porto Alegre, L&PM, 2005)
- Guia Prático do Português Correto- Pontuação (Porto Alegre, L&PM, 2010)
- O Prazer das Palavras- 1 (Porto Alegre, L&PM, 2007)
- O Prazer das Palavras- 2 (Porto Alegre, L&PM, 2008)
- O Prazer das Palavras- 3 (Porto Alegre, L&PM, 2013)
- Português para Convencer (São Paulo,Ática, 2006)

### Romance
- Tróia: o romance de uma guerra (Porto Alegre, L&PM, 2004) - republicado como A Guerra de Troia

### Crônica
- Um Rio que Vem da Grécia (Porto Alegre, L&PM, 2004)
- 100 Lições para Viver Melhor-Histórias da Grécia Antiga (Porto Alegre, L&PM, 2008)
- Noites Gregas, (Porto Alegre, L&PM, 2018)